# حسن حبیبی (بازیکن فوتبال)

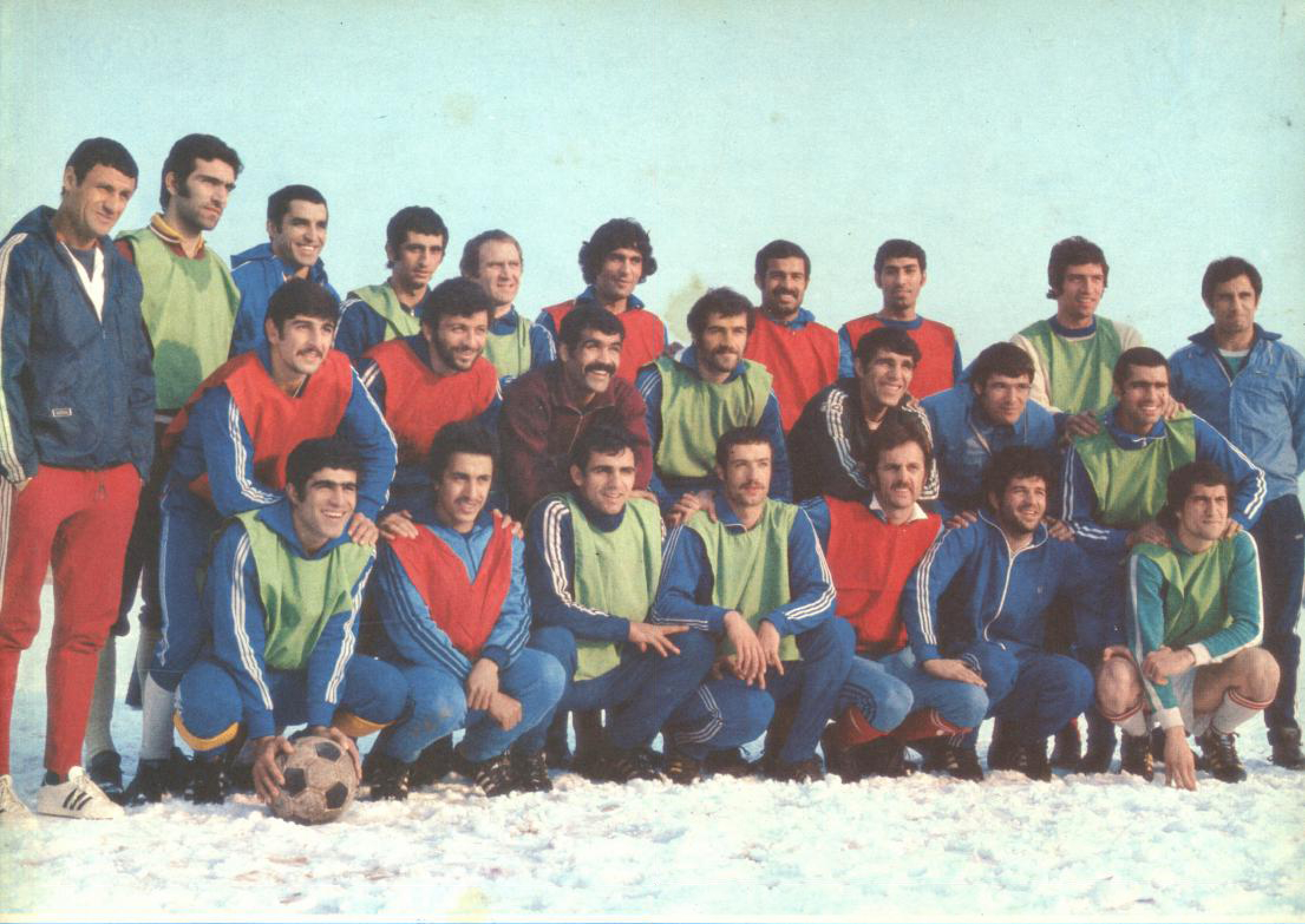
حسن حبیبی (ایستاده، نفر اول از چپ) به همراه تیم نیروهای مسلح شاهنشاهی

حسن حبیبی (متولد ۱۸ بهمن ۱۳۱۸ کرمان) بازیکن سابق تیم‌های فوتبال باشگاه شاهین، تاج (استقلال) و پاس تهران است. او بعد از انقلاب، اولین کسی است که جایگاه سرمربی تیم ملی فوتبال ایران را به عهده داشته‌است. حبیبی از مفاخر و بزرگان فوتبال ملی و باشگاهی ایران بوده و شاگردان بسیاری تربیت کرده‌است. همچنین وی اولین سرمربی ایرانی است که در فوتبال کشور دبل قهرمانی کرده و دو سال پیاپی در سالهای ۱۳۵۵ و ۱۳۵۶ با پاس تهران قهرمان کشور شده است.

## زندگی
حسن حبیبی در سال ۱۳۱۸ در کرمان به دنیا آمد. بعد از جابجایی پدرش به تهران با خانواده اش ساکن محله چهارصد دستگاه درتهران شد. او در زمین‌های خاکی همان محله فوتبال را آغاز کرد و همان‌جا بود که مورد توجه عباس اکرامی پدر باشگاه‌داری نوین در ایران قرار گرفت و وارد تیم‌های پایه باشگاه شاهین مانند پولاد، کولاک و اتم شد و فوتبال را زیر نظر اکبر کیا و آذرنرسه تاری‌وردی آموخت.
بعد از مدتی کوتاه عضویت در باشگاه شاهین و در پی اختلاف با مدیران تیم شاهین به تیم تاج پیوست و یکی از نخستین انتقالات جنجالی فوتبال ایران را رقم زد چرا که بسیاری از شاگردان و همراهان او در تیم شاهین محله چهارصد دستگاه به همراه او راهی تیم رقیب یعنی تاج شدند. او تا سال ۱۳۴۱ در خدمت باشگاه تاج بود اما همچون نفراتی چون محمد رنجبر و حشمت مهاجرانی با تشکیل رسمی تیم پاس پیراهن این تیم را در سال ۱۳۴۲ به تن کرد.
حسن حبیبی تا سال ۱۳۴۹ در خدمت باشگاه پاس بود و سپس با پیراهن این تیم از فوتبال خداحافظی کرد. طی دوران بازیگری، حبیبی یکی از بهترین‌های تیم ملی و سال‌ها کاپیتان این تیم بود.

## مرد سال فوتبال ایران به انتخاب مجله کیهان ورزشی
حسن حبیبی در سال ۱۳۴۸ از سوی مجله کیهان ورزشی به عنوان مرد سال فوتبال ایران برگزیده شد.

## دعوت و بازی در تیم ملی فوتبال ایران
او در سال ۱۳۳۸ در مسابقات مقدماتی جام ملت‌های آسیا در کرالای هندوستان وقتی تنها ۲۰ ساله بود یار تیم ملی شد و آخرین بار در سال ۱۳۴۹ وقتی ۳۱ ساله شده بود پیراهن تیم ملی را برتن کرد.
در دوران حضور در تیم ملی فوتبال صاحب ۲ افتخار عمده شد. یکی صعود به مسابقات فوتبال المپیک ۱۹۶۴ توکیو و حضور در این رقابتها و سپس قهرمانی در مسابقات فوتبال جام ملتهای ۱۹۶۸ آسیا، اما او صاحب موفقیتهای دیگری در این عرصه نیز بود، قهرمانی در مسابقات جام عمران منطقه‌ای در سال ۱۳۴۴ از این دست موفقیتها بوده‌است.
بازی خداحافظی او از بازی‌های ملی در تاریخ ۱۸ بهمن ۱۳۴۹ در حضور بیست هزار نفر در امجدیه برگزار شد. در این بازی تیمی برگزیده از بازیکنان تیم‌های ملی سال‌های قبل با کاپیتانی او به رویارویی تیم برگزیده جوانان تهران رفت. استنلی ماتیوس کاپیتان سابق تیم ملی فوتبال انگلیس و اولین برنده توپ طلای اروپا که برای برگزاری کلاس آموزشی و شرکت در یک بازی در آبادان در ایران حضور داشت، در این بازی به میدان رفت و کاپیتانی منتخب جوانان را بر عهده داشت.

## دوران مربیگری
حسن حبیبی بعد از پایان دوران بازیگری مربیگری را آغاز کرد. وی در آزمون مربیگری فیفا در ایران در میان شصت نفر رتبه اول را بدست آورد و گارنیک مهرابیان دوم شد. او از سال ۱۳۵۲ تا سال ۱۳۵۶ سرمربی تیم پاس بود. پاس در این مدت پیروز شد ۲ بار برنده مسابقات لیگ تخت جمشید شود. او مربیگری در تیم های آرارات، برق شیراز و استقلال اهواز درسابقه دارد.
او در تیرماه ۱۳۶۴ سرمربی استقلال شد، ولی هیچ‌گاه روی نیمکت ننشست.

## سرمربی تیم ملی فوتبال ایران
حسن حبیبی اولین سرمربی رسمی فوتبال ملی ایران بعد از  انقلاب بود. او در تیر ماه سال ۱۳۵۸ تیم منتخب تهران را در مسافرت به شوروی سابق همراهی کرد و بلافاصله بعد از آن به دنبال حضور ناصر نوآموز در راس فدراسیون فوتبال ایران به سمت سرمربی رسمی تیم ملی فوتبال ایران برگزیده شد. حبیبی بعد از پرویز دهداری و محمد رنجبر، سومین مردی بود که بعد از تجربه کردن بازوبند کاپیتانی تیم ملی فوتبال سرمربیگری این تیم را هم تجربه کرده‌است.
در بدو کارش بسیاری از یاران اصلی تیم ملی برای ادامه فوتبال به خارج از کشور رفته بودند و برخی از آن‌ها هم دچار افت شده بودند. با این حال حسن حبیبی با اتکا به ستارگان روز فوتبال ایران در اسفند ماه سال ۱۳۵۸ عامل صعود ایران به مسابقات فوتبال المپیک ۱۹۸۰ مسکو شد اما این مسابقات توسط مسئولان درجه اول ایران تحریم شد، بنابراین فوتبال ایران حضور در یک میدان را به سادگی از دست داد.
در سال ۱۳۵۹ فوتبال ایران خودش را برای مسابقات جام ملت‌های ۱۹۸۰ آسیا و دفاع از عنوان قهرمانی خود آماده می‌کرد. این مسابقات در شهریور و مهر ماه سال ۱۳۵۹ در کویت برگزار شد. در میانه دیدارها، جنگ عراق علیه ایران آغاز شد و ایران کم روحیه و ناامید مسابقات خود را ادامه داد. با این حال، آنچه در پایان کار ثبت شد کسب مقام سوم جام ملت‌های ۱۹۸۰ آسیا بود.

## سرمربی تیم ملی امید ایران
حبیبی بعد از کناره‌گیری نوآموز از ریاست فدراسیون از مسئولیت مربیگری در تیم ملی کنار رفت اما درست ۱۱ سال بعد این بار به عنوان مربیگری در تیم ملی زیر ۲۳ سال به سطح اول مربیگری در ایران برگشت. او ۲ بار در جریان ۲ صعود ناکام تیم ملی امید به المپیک‌ بارسلون ۱۹۹۲ و آتلانتا ۱۹۹۶ سرمربی تیم ملی بود اما علی‌رغم ناکامی، با معرفی مردانی چون خداداد عزیزی، رضا شاهرودی، یحیی گل محمدی، افشین پیروانی، جواد منافی، نیما نکیسا، کریم باقری، مهرداد میناوند و مهدی مهدوی کیا نشان داد که در کارش یک مربی موفق است.

## افتخارات

### به عنوان بازیکن

##### تاج
- جام باشگاه‌های تهران: ۱۳۳۸ * ۴۰–۱۳۳۹ * ۱۳۴۱

##### پاس
- جام باشگاه‌های تهران: ۴۵–۱۳۴۴
- جام حذفی تهران: ۱۳۴۷ * ۱۳۴۹
- قهرمانی کشور: ۱۳۴۶ * ۱۳۴۷

##### تیم ملی
- جام اکو: ۱۹۶۵ * ۱۹۷۰
- جام ملت‌های آسیا: ۱۹۶۸

### به عنوان مربی

#### تیم ملی
- صعود به المپیک ۱۹۸۰[۴]

##### پاس
- لیگ ایران: ۱۳۵۵ * ۱۳۵۶

##### آرارت
- جام بسیج: ۱۳۶۷

### انفرادی
- حضور در المپیک ۱۹۶۴
- مدال نقره بازی‌های آسیایی ۱۹۶۶
- قهرمان جام ملت‌های آسیا ۱۹۶۸ به‌عنوان کاپیتان تیم ملی
- مرد سال فوتبال کیهان ورزشی: ۱۳۴۸[۵]